# Екгард Мартенс
Екгард Мартенс (нім. Eckhard Martens, 12 червня 1951) — німецький академічний веслувальник.
Срібний призер Олімпійських Ігор 1972 року в складі розпашної четвірки зі стерновим.
Чемпіон світу 1970 року в складі вісімки.
Срібний призер Чемпіонату Європи 1971 (вісімки), 1973 (розпашні четвірки зі стерновим) років.